# Anjo Mau (1997)
Anjo Mau é uma telenovela brasileira produzida e exibida pela TV Globo de 8 de setembro de 1997 a 27 de março de 1998, em 173 capítulos. Substituiu O Amor Está no Ar e foi substituída por Era uma Vez..., sendo a 52ª "novela das seis" exibida pela emissora.
É um remake da telenovela de mesmo nome, criada e escrita por Cassiano Gabus Mendes e exibida originalmente em 1976. Adaptada por Maria Adelaide Amaral, com colaboração de Vincent Villari, Bosco Brasil e Dejair Cardoso, contou com a supervisão de texto de Silvio de Abreu. A direção foi de Emilio Di Biasi, José Luiz Villamarim e Carlos Araújo, com direção geral e de núcleo de Carlos Manga e Denise Saraceni.
Contou com as participações de Glória Pires, Kadu Moliterno, Alessandra Negrini, Leonardo Brício, Maria Padilha, Daniel Dantas, Regina Dourado e Cláudio Correia e Castro.

## Enredo
Nice é uma moça pobre com cara de anjo, mas de atitudes nada corretas, inconformada com o destino previsível: casar-se com um namorado suburbano e ter muitos filhos. Ela emprega-se como babá na mansão dos Medeiros, onde já trabalha seu pai, o motorista Augusto, e se apaixona por Rodrigo, irmão de sua patroa, Stela. A babá usa de todas as armas para conquistar o rapaz visando o dia em que se tornará dona daquele casarão.
Nice aproveita as descobertas que faz na mansão para fomentar intrigas e tentar se aproximar de Rodrigo. Ele está prestes a se casar com Paula quando descobre – por meio de uma armação da babá – que a noiva o trai com seu próprio irmão, o playboy Ricardo. Desiludido com os dois e disposto a desafiar a família e a soberba da sociedade que o rodeia, Rodrigo começa a aparecer na noite em companhia de Nice.
Porém, o caminho ainda não está totalmente aberto para a babá. Rodrigo se encanta com a doce Lígia, apaixonada por ele, e Nice usa seu próprio irmão, Luís Carlos, para separar os dois. Enquanto luta para conquistar Rodrigo na mansão dos Medeiros, Nice vive um inferno em sua casa. Ela é a filha adotiva de Augusto e Alzira. O pai a trata com carinho, mas Alzira nutre um estranho desprezo por ela e esconde um segredo do passado.
Outras tramas unem pobres e ricos. O preconceito racial afasta a simplória Cida da filha Tereza e dos netos. Tereza, hoje mulher da sociedade, é casada com o milionário Rui Novaes e o casal possui dois filhos: Paula e Bruno. Para a família, Tereza disse que sua mãe já morreu, temendo que descubram que ela é negra. Porém, Bruno começa a namorar Vívian, filha de criação de Cida, obrigando Tereza a desenterrar seu passado.
A decadência da tradicional família paulista quatrocentona também é enfocada, por meio das irmãs Clotilde e Elisinha Jordão Ferraz, que tentam esconder a ruína mantendo a pose e dando calotes. Elas se unem à costureira Goretti, que luta para educar a filha Simone. No passado, Goretti foi abandonada pelo homem que a engravidou. Ele é Tadeu, hoje marido de Stela Medeiros, que, corroído de remorso, tenta se aproximar da filha.

## Elenco
| Interprete               | Personagem                            |
| ------------------------ | ------------------------------------- |
| Glória Pires             | Eunice Machado Noronha (Nice)         |
| Kadu Moliterno           | Rodrigo Medeiros                      |
| Alessandra Negrini       | Paula Ribeiro Novaes                  |
| Leonardo Brício          | Ricardo Medeiros                      |
| Maria Padilha            | Stela Medeiros Facchini               |
| Daniel Dantas            | Tadeu Fachinni                        |
| Regina Dourado           | Alzira Noronha Machado                |
| Cláudio Correia e Castro | Augusto Machado                       |
| Márcio Garcia            | Luís Carlos Machado (Luca)            |
| Lavínia Vlasak           | Lígia Abreu Furtado                   |
| Luciano Szafir           | Júlio Sampaio                         |
| Mauro Mendonça           | Rui Ferreto Novaes                    |
| Luiza Brunet             | Tereza Ribeiro Novaes                 |
| Taís Araújo              | Vívian Ribeiro dos Santos             |
| Emílio Orciollo Netto    | Bruno Ribeiro Novaes                  |
| Lília Cabral             | Goretti Garcia                        |
| Jackson Antunes          | Frederico Jordão (Freddy)             |
| Samara Felippo           | Simone Garcia Facchini                |
| Bel Kutner               | Helena Ferraz Jordão                  |
| Beatriz Segall           | Clotilde Jordão (Clô)                 |
| Ariclê Perez             | Elisa Jordão Ferraz (Elisinha)        |
| Gabriel Braga Nunes      | Olavo Ferraz Jordão Júnior (Olavinho) |
| Léa Garcia               | Aparecida Ribeiro (Cida)              |
| Mila Moreira             | Maria Lucinda Abreu Furtado (Marilu)  |
| Raul Gazolla             | Ciro Furtado                          |
| Átila Iório              | Josias Noronha / Getúlio              |
| Luís Salém               | Benjamin Garcia (Benny)               |
| Sérgio Viotti            | Américo Abreu                         |
| Ana Beatriz Nogueira     | Maria Eduarda Medeiros (Duda)         |
| Thelma Reston            | Sebastiana da Silva (Tiana)           |
| Marcela Raffea           | Socorro                               |
| Otávio Müller            | Dr. Caio Rocha                        |
| Carlos Kroeber           | Dr. Conrado                           |
| Licurgo Spínola          | Delegado Celso                        |
| Ivone Hoffmann           | Geralda                               |
| Júlio Braga              | Aragão                                |
| Ada Chaseliov            | Dora                                  |
| Klara Homsani            | Mileide                               |
| Bruno Padilha            | Guilherme                             |
| Noris Barth              | Marcy                                 |
| Bruno Guimarães          | Théo Medeiros Facchini                |
| Tiago Guimarães          | Théo Medeiros Facchini                |

### Participações especiais
| Interprete             | Personagem                 |
| ---------------------- | -------------------------- |
| José Lewgoy            | Dr. Eduardo Medeiros       |
| Sérgio Mamberti        | Otávio Ferraz              |
| Susana Vieira          | Soraia                     |
| Nelson Xavier          | Manoel                     |
| Maurício Gonçalves     | Professor Ivan Paes        |
| Carolina Kasting       | Ucha Vidgal                |
| Zé Maurício Machline   | Oscar Decrissê             |
| Nica Bonfim            | Suely                      |
| Ana Paula Botelho      | Flávia                     |
| Luiz Henrique Nogueira | Dani                       |
| Cassiano Ricardo       | Gastão                     |
| Cristina Prochaska     | Laura                      |
| Alexandra Richter      | Shirley Figueiredo         |
| Carlos Gregório        | Dr. Cabral                 |
| Serafim Gonzalez       | Dr. Mountario              |
| Alice Borges           | Marivalda Ferreira         |
| Mônica Mattos          | Fátima                     |
| Carla Fioroni          | Marly Gonçalves            |
| Francisco Milani       | Deputado Pedro             |
| Adriana Lessa          | Camila                     |
| Cida Moreira           | Ana                        |
| Marcos Oliveira        | Agenor                     |
| Raphael Molina         | Amore                      |
| Carlos Bonow           | Marcelo                    |
| Tadeu Mello            | Seu Goy                    |
| Ricardo Pavão          | Lacerda                    |
| Cláudio Mamberti       | sócio de Rui               |
| Bia Montez             | presidiária                |
| Miwa Yanagizawa        | colega de trabalho de Nice |
| Ilana Cruz             | noiva na loja de Goreti    |
| Paulo Reis             | advogado                   |
| Letícia Hees           | babá demitida              |
| Clemente Viscaíno      | juiz                       |
| Antônia Morais         | menina órfã                |
| Orlando Morais         | ele mesmo                  |

## Produção
O núcleo da personagem dona Cida (Léa Garcia) da telenovela é influenciado pelo enredo do filme Imitação da Vida (1959).

### Escolha do elenco
Luana Piovani originalmente estava escalada para interpretar a antagonista Paula, porém foi transferida para a protagonista de Malhação 1997 sem prévio aviso e substituída por Alessandra Negrini, descobrindo a troca apenas quando chegou para o ensaio da novela das seis. Em uma situação incomum na televisão desde a década de 1970, Susana Vieira foi "emprestada" da novela Por Amor, onde interpretava a antagonista Branca, para fazer uma participação especial no último capítulo de Anjo Mau como homenagem por ter interpretada a babá Nice na primeira versão, aparecendo simultaneamente em duas novelas inéditas no mesmo dia.

### Controvérsia
Em entrevista a um podcast, Luana Piovani relatou que Carlos Manga a teria assediado durante as gravações do remake da novela, quando teria se recusado a sentar no colo do diretor. Segundo a atriz: "A gente estava ali conversando, papo vai, papo vem, uma hora o Manga fez assim para mim: 'Vem aqui, senta aqui'. Ele tinha na base, mais ou menos, de uns 80 anos. Eu tinha na base, mais ou menos, de uns 21. Levantei e falei 'vou'. Fui levantando, sentei no braço da poltrona e falei: 'Só aqui, né?". A atriz lembra também que depois do ocorrido, ela teria sido afastada das gravações.

## Audiência
O primeiro capítulo da trama obteve 32 pontos de média.

### Primeira reprise
Estreou em 4 de agosto de 2003 com 22 pontos. Sua maior audiência foi no último capítulo, com 38 pontos. Teve média geral de 26 pontos, sendo uma das novelas mais assistidas da década de 2000 do Vale a Pena Ver de Novo.

### Segunda reprise
Estreou em 28 de março de 2016 com 10 pontos, sendo a pior média de um primeiro capítulo da história do Vale a Pena Ver de Novo. Em 12 de abril, bate seu primeiro recorde com 17 pontos. Em 2 de agosto, registra sua maior audiência, com 20 pontos. O ultimo capítulo registrou 17 pontos. Apesar da baixa audiência na estreia e pelas constantes mudanças de horário com relação à transmissão da Liga dos Campeões da UEFA, do Campeonato Europeu de Futebol e das competições dos Jogos Olímpicos de Verão de 2016, a novela fechou com média geral de 15 pontos, cumprindo a meta estabelecida para a faixa e tendo um crescimento de 2,8% com relação a sua antecessora.

## Exibição
Foi reprisado pela primeira vez no Vale a Pena Ver de Novo entre 4 de agosto de 2003 a 9 de janeiro de 2004, em 115 capítulos, substituindo O Cravo e a Rosa e sendo substituída por Corpo Dourado.
Foi reprisada pela segunda vez no Vale a Pena Ver de Novo entre 28 de março a 23 de setembro de 2016, em 126 capítulos, substituindo Caminho das Índias e sendo substituída por Cheias de Charme. A novela não foi exibida nos dias 3, 4, 9, 12, 16 e 17 de agosto por conta das transmissões dos Jogos Olímpicos de Verão de 2016.[carece de fontes?]
Foi reexibida na íntegra pelo Viva de 8 de julho de 2013 a 5 de março de 2014, substituindo Felicidade e sendo substituída por História de Amor.

### Outras Mídias
Em 16 de maio de 2022, foi disponibilizada pelo Globoplay como parte do Projeto Originalidade, com a atualização para o formato de exibição original; com o formato de imagem restaurado em Full HD, além de aberturas, vinhetas de intervalo e encerramento originais.

### Exibição internacional
A novela foi vendida para cerca de 30 países, entre eles Bolívia, Estônia, França, Rússia, Senegal, Portugal, Espanha e Venezuela.

## Trilha sonora

### Nacional
Capa: Kadu Moliterno
| N.º | Título                                                   | Música            | Tema                         | Duração |  |
| 1.  | "Ser Igual é Legal"                                      | Vânia Abreu       | Vívian                       | 4:36    |  |
| 2.  | "Cruzando Raios"                                         | Orlando Morais    | Vinheta de abertura          | 3:46    |  |
| 3.  | "Sonhos Não São Impossíveis"                             | Adriana           | Paula                        | 4:12    |  |
| 4.  | "Hyperconectividade"                                     | Lulu Santos       | Luca / Vinhetas de intervalo | 2:58    |  |
| 5.  | "Ai Mouraria"                                            | Roberto Leal      | Seu Américo                  | 3:24    |  |
| 6.  | "Meu Mundo e Nada Mais"                                  | Guilherme Arantes | Rodrigo                      | 2:58    |  |
| 7.  | "Menina Moça" (com participação de Luiz Melodia)         | Miltinho          | Simone                       | 3:10    |  |
| 8.  | "Um Amor, Um Lugar" (com participação de Herbert Vianna) | Fernanda Abreu    | Helena                       | 3:04    |  |
| 9.  | "O Sonho Acabou"                                         | Roupa Nova        | Goreti e Fred                | 3:55    |  |
| 10. | "Estrela Amiga"                                          | Cláudio Goldman   | Júlio                        | 3:16    |  |
| 11. | "Un Jour Tu Verras"                                      | Maysa             | Clô                          | 4:14    |  |
| 12. | "A História de Lily Braun"                               | Leila Pinheiro    | Ricardo                      | 4:19    |  |
| 13. | "Eu Sei Que Eu Vou Te Amar"                              | Anna Lengruber    | Nice e Rodrigo               | 3:32    |  |
| 14. | "Moon River"                                             | Roger Henri       | Lígia                        | 2:54    |  |

### Internacional
Capa: Taís Araújo
| N.º | Título                                     | Música           | Tema           | Duração |  |
| 1.  | "Cantare e D'Amore"                        | Amedeo Minghi    | Goreti e Fred  | 4:32    |  |
| 2.  | "So Beautiful"                             | Chris de Burgh   | Nice e Rodrigo | 3:46    |  |
| 3.  | "Santeria"                                 | Sublime          | Bruno          | 3:04    |  |
| 4.  | "Besame Mucho"                             | Luís Miguel      | Stela e Tadeu  | 5:20    |  |
| 5.  | "Truly Madly Deeply"                       | Savage Garden    | Luís Carlos    | 4:35    |  |
| 6.  | "Virtual Insanity"                         | Jamiroquai       | Duda           | 3:45    |  |
| 7.  | "Let's Stay Together"                      | Big Mountain     | Vivian         | 3:56    |  |
| 8.  | "Solo En Ti"                               | Enrique Iglesias | Lígia          | 3:28    |  |
| 9.  | "Who Will Save Your Soul"                  | Jewel            | Paula          | 3:58    |  |
| 10. | "Mouth"                                    | Joan Evans       | Geral          | 3:24    |  |
| 11. | "How Come, How Long" (feat. Stevie Wonder) | Babyface         | Rodrigo        | 5:11    |  |
| 12. | "Love 4 Two"                               | Lulu Joppert     | Simone         | 3:08    |  |
| 13. | "I'd Love You To Want Me"                  | Lord Magoo       | Helena e Julio | 3:25    |  |
| 14. | "What Do you Want From Me"                 | Monaco           | Ricardo        | 4:06    |  |